# Versailles (Ohio)
Versailles es una villa ubicada en el condado de Darke en el estado estadounidense de Ohio. En el Censo de 2010 tenía una población de 2687 habitantes y una densidad poblacional de 553,9 personas por km².

## Geografía
Versailles se encuentra ubicada en las coordenadas 40°13′20″N 84°28′58″O / 40.22222, -84.48278. Según la Oficina del Censo de los Estados Unidos, Versailles tiene una superficie total de 4.85 km², de la cual 4.84 km² corresponden a tierra firme y (0.32%) 0.02 km² es agua.

## Demografía
Según el censo de 2010, había 2687 personas residiendo en Versailles. La densidad de población era de 553,9 hab./km². De los 2687 habitantes, Versailles estaba compuesto por el 98.96% blancos, el 0.22% eran afroamericanos, el 0.07% eran amerindios, el 0% eran asiáticos, el 0% eran isleños del Pacífico, el 0.07% eran de otras razas y el 0.67% pertenecían a dos o más razas. Del total de la población el 0.6% eran hispanos o latinos de cualquier raza.